# Myotis dominicensis
Myotis dominicensis (Miller, 1902) è un pipistrello della famiglia dei Vespertilionidi diffuso nei Caraibi.

## Descrizione

### Dimensioni
Pipistrello di piccole dimensioni, con la lunghezza della testa e del corpo tra 35,4 e 40 mm, la lunghezza dell'avambraccio tra 34 e 36 mm, la lunghezza della coda tra 29,9 e 34 mm, la lunghezza del piede tra 6 e 8 mm e la lunghezza delle orecchie tra 10 e 11,4 mm.

### Aspetto
Il colore generale del corpo è bruno-cannella. Le membrane alari sono bruno-nerastre e attaccate posteriormente alla base delle dita dei piedi, i quali sono piccoli. La coda è lunga ed inclusa completamente nell'ampio uropatagio.

## Biologia

### Comportamento
Si rifugia all'interno delle grotte in colonie di diverse centinaia di individui.

### Alimentazione
Si nutre di insetti.

### Riproduzione
Femmine gravide sono state catturate nella prima metà di aprile sull'isola di Dominica.

## Distribuzione e habitat
Questa specie è conosciuta soltanto sulle isole caraibiche della Dominica e di Guadalupa.

## Conservazione
La IUCN Red List, considerata la diminuzione della popolazione in atto e l'areale limitato, classifica M.dominicensis come specie vulnerabile (VU).